# Águas Boas
Águas Boas is een plaats (freguesia) in de Portugese gemeente Sátão en telt 225 inwoners (2001).